# Nyctemera abraxina
Nyctemera abraxina là một loài bướm đêm thuộc phân họ Arctiinae, họ Erebidae.